# Mike Poto
Michael "Mike" Poto (ur. 15 stycznia 1981 w Mufulirze) – zambijski piłkarz grający na pozycji bramkarza.

## Kariera klubowa
Karierę piłkarską Poto rozpoczął w klubie National Assembly FC. W jego barwach zadebiutował w 2003 roku w rozgrywkach zambijskiej Premier League. W 2005 roku przeszedł do Green Buffaloes FC. W 2005 i 2015 roku wywalczył z Green Buffaloes dwa Puchary Zambii, a w sezonach 2006 i 2007 wywalczył dwa wicemistrzostwa kraju. W 2015 roku zakończył karierę.

## Kariera reprezentacyjna
W reprezentacji Zambii Poto zadebiutował 22 sierpnia 2007 roku w przegranym 1:3 towarzyskim meczu z Togo. Z kolei w 2008 roku powołano go na Puchar Narodów Afryki 2008. Tam był rezerwowym dla Kennedy'ego Mweene i nie rozegrał żadnego spotkania. W kadrze narodowej rozegrał 2 mecze, oba w 2007.